# Семенівка (Саксаганська сільська громада)
Семені́вка — село в Україні, Кам'янському районі Дніпропетровської області. Входить до складу Саксаганської сільської громади. До 2017 року орган місцевого самоврядування — Грушуватська сільська рада. Населення — 233 мешканці.

## Географія
Село Семенівка знаходиться за 1 км від села Цівки та за 1,5 км від села Івашинівка. Поруч проходить автомобільна дорога Т 0419.

## Населення

### Мова
Розподіл населення за рідною мовою за даними перепису 2001 року:
| Мова            | Кількість | Відсоток |
| --------------- | --------- | -------- |
| українська      | 208       | 89.27%   |
| російська       | 15        | 6.43%    |
| угорська        | 3         | 1.29%    |
| вірменська      | 3         | 1.29%    |
| інші/не вказали | 4         | 1.72%    |
| Усього          | 233       | 100%     |

## Інтернет-посилання
- Погода в селі Семенівка

1. ↑  Рідні мови в об'єднаних територіальних громадах України — Український центр суспільних даних